# 李海瓚
李 海瓚（イ・ヘチャン、韓国語: 이해찬、1952年7月10日 - ）は、韓国の政治家、元学生運動家。
忠清南道青陽郡出身。本貫は全州李氏。1995年にソウル特別市副市長、金大中政権時代の1998年3月から1999年5月まで第38代教育部長官、盧武鉉政権時代の2004年6月から2006年3月まで第36代国務総理（首相）を務めた。李明博政権末期の2012年6月から12月に野党第一党・民主統合党の代表を務めた。2018年8月25日から2020年8月29日まで文在寅政権の与党・共に民主党の代表を務めた。
国会議員選挙で地方選挙区から7回出馬し7回当選したため、あだ名は「選挙の帝王」である。

## 概説

### 学生時代
1952年に忠清南道青陽郡で公務員の息子として生まれた。父は日本への留学を行ってきたリハビリテーションの人事だった。ソウル大学社会学科在学中の1970年代、民主化運動に身を投じ、1974年の民青学連事件と1980年の金大中内乱陰謀事件で二回投獄されている。

### 政治家として
民主化後の1988年に行われた第13代国会議員選挙でソウル特別市冠岳区乙選挙区に平和民主党から出馬し、民主正義党の金鍾仁らを破って初当選。その後、出馬しなかった2008年の総選挙を除いて、2016年の総選挙まで計7回当選（一度も選挙に落選したことがない）。1995年5月～12月ソウル特別市副市長、金大中政権下では、新千年民主党（以下、民主党）に党籍を置き、1998年から1999年まで、教育部長官を、2000年から2001年は政策委員会議長を務めた。
教育部長官時代には、高校の夜間自習と月ごとの模擬試験を廃止する教育改革を行った。これにより教育現場が弛緩して、2002年度の数学能力試験で低い成績を記録したことから「李海瓚世代」（学歴が劣る世代）という流行語を生んだ。

### 盧武鉉政権で第36代国務総理
2002年末の大統領選挙に向けた民主党内の予備選で大統領候補の座を盧武鉉らと争い敗れたが、盧武鉉の選挙企画本部長を務める。翌2003年、盧武鉉大統領の中国特使団長、ヨルリン・ウリ党の創党準備委員会の企画団長として活動した。ウリ党に籍を移した後、2004年6月30日から第36代国務総理（首相）になる。盧大統領の側近として、国政全般を仕切った。
2006年3月1日の鉄道ストライキによる交通混乱のために非常勤務体制の中、三一節の行事も欠席しゴルフに出かけ、さらにそのゴルフの参加者に違法政治資金提供者がいたことが報道され、3月5日に自ら辞意を表明した（正式な辞任は15日）。同年10月27日、大統領府の政務特別補佐官に就任、2007年3月には北朝鮮を訪問し金永南最高人民会議常任委員長と会談した。

### 2007年大統領選挙
2007年大韓民国大統領選挙では、ウリ党の後継政党である大統合民主新党（民主新党）の候補者予備選挙に出馬したが、鄭東泳や孫鶴圭に次ぐ3位に留まり敗北した。2008年1月に民主新党を離党し、同年4月に行われた第18代総選挙には不出馬を表明した。

### 李明博政権の最大野党･民主統合党代表
選挙後、親盧武鉉系のシンクタンクで活動を続けていたが、盧武鉉・金大中元大統領の死去後、政治的活動を活発化させ、進歩系市民団体が野党統合を推進するため2011年9月に結成した「革新と統合」（以下、革統）の常任代表の一人となった。民主党と市民統合党（革統が統合の法的要件を満たすため結成した政党）および韓国労働組合総連盟が2011年12月に統合して民主統合党が結成されると、李海瓚は常任顧問に就任した。
2012年4月に予定されている第19代総選挙では世宗特別自治市選挙区から出馬する意向を、3月19日に明らかにした。そして選挙の結果、沈大平自由先進党代表などを抑えて4年ぶりの返り咲きを果たした。
総選挙で民主統合党を含む野圏が事実上敗北した責任を取って韓明淑代表が辞任したことにより実施された党指導部選挙（地域別に行われる代議員投票と党員・市民選挙人団によるモバイル投票の結果を7対3で反映する方法で実施）に出馬。地域別に行われた代議員投票では非盧派の金ハンギルに後れを取る結果となったが、首都圏代議員投票と党員・市民選挙人団によるモバイル投票で巻き返しに成功、僅差で金ハンギルを逆転し1位となり、6月9日の全党大会で党代表に選出された。12月に行われる韓国大統領選挙における野党圏有力候補である安哲秀（無所属）との候補者一本化交渉の中で、党指導部退陣を求める声が安側から挙がったことをきっかけに11月18日、李代表以下の党指導部全員が辞任した。

### 朴槿恵政権時代
2016年4月の第20代総選挙では、所属していた共に民主党（以下、民主党）の非常対策委員長・金鍾仁によって党公認から排除されたため、無所属で世宗市選挙区から出馬して当選。金鍾仁が民主党非常対策委員長を退任し、秋美愛が民主党代表に就任（8月27日）した後の同年9月に民主党に復党した

### 文在寅政権の与党・共に民主党代表
文在寅政権発足直後に中国への韓国大統領特使として派遣されるものの、香港行政長官と同格の扱いを受け「冷遇」との報道がなされた。2018年8月25日、文在寅政権の与党・共に民主党の代表選挙で宋永吉、金振杓らを破って党代表に就任。2020年4月の第21代総選挙には出馬せず、8月29日の党代表の任期満了とともに政界を引退した。

## 来歴
- 1972年～1985年：ソウル大学校社会学科。社会学学士。
- 1988年6月～1992年5月：第13代国会議員（ソウル特別市冠岳区乙選挙区）（平和民主党）。
- 1992年6月～1995年6月：第14代国会議員（ソウル特別市冠岳区乙選挙区）（民主党）。
- 1996年4月～2000年1月：第15代国会議員（ソウル特別市冠岳区乙選挙区）（新政治国民会議）。
- 1998年3月～1999年5月：第38代教育部長官。
- 2000年5月～2004年5月：第16代国会議員（ソウル特別市冠岳区乙選挙区）（新千年民主党）。
- 2004年5月～2004年5月：第17代国会議員（ソウル特別市冠岳区乙選挙区）（開かれたウリ党）。
- 2004年6月～2006年3月：第36代国務総理。
- 2011年9月～現在：「革新と統合」常任代表
- 2011年12月～2014年3月：民主統合党常任顧問
- 2012年5月～2016年5月：第19代国会議員（世宗特別自治市選挙区）（民主統合党→新政治民主連合→共に民主党）
- 2012年6月～11月：民主統合党代表
- 2016年5月～2020年5月29日：第20代国会議員（世宗特別自治市選挙区）（無所属→共に民主党）
- 2018年8月25日～2020年8月29日：共に民主党代表

## ゴルフ
ゴルフにまつわる失敗は過去にもあり、2005年4月5日の植木日（植樹記念日）に江原道で大きな山火事が起きた時にもゴルフをしていたために非難され、国会で謝罪している。7月2日、南部地方での集中豪雨の時も、済州島でゴルフをしていたという。

## ウェブページ
- 私は愛李海瓚
- 李海瓚ウェブページ

| 公職                           | 公職                                           | 公職                     |
| ------------------------------ | ---------------------------------------------- | ------------------------ |
| 先代 高建                      | 大韓民国国務総理 第36代：2004年6月 - 2006年3月 | 次代 韓悳洙 （権限代行） |
| 先代 李明賢                    | 教育人的資源部長官 第38代：1998年3月-1999年5月 | 次代 金徳中              |
| 党職                           |                                                |                          |
| 先代 朴智元 （非常対策委員長） | 民主統合党代表 2代：2012年6月 - 11月           | 次代 文在寅 （代表代行） |
| 先代 秋美愛 （代表）           | 共に民主党代表 3代：2018.8 - 2020.8            | 次代 李洛淵 （代表）     |